# Vaugondry

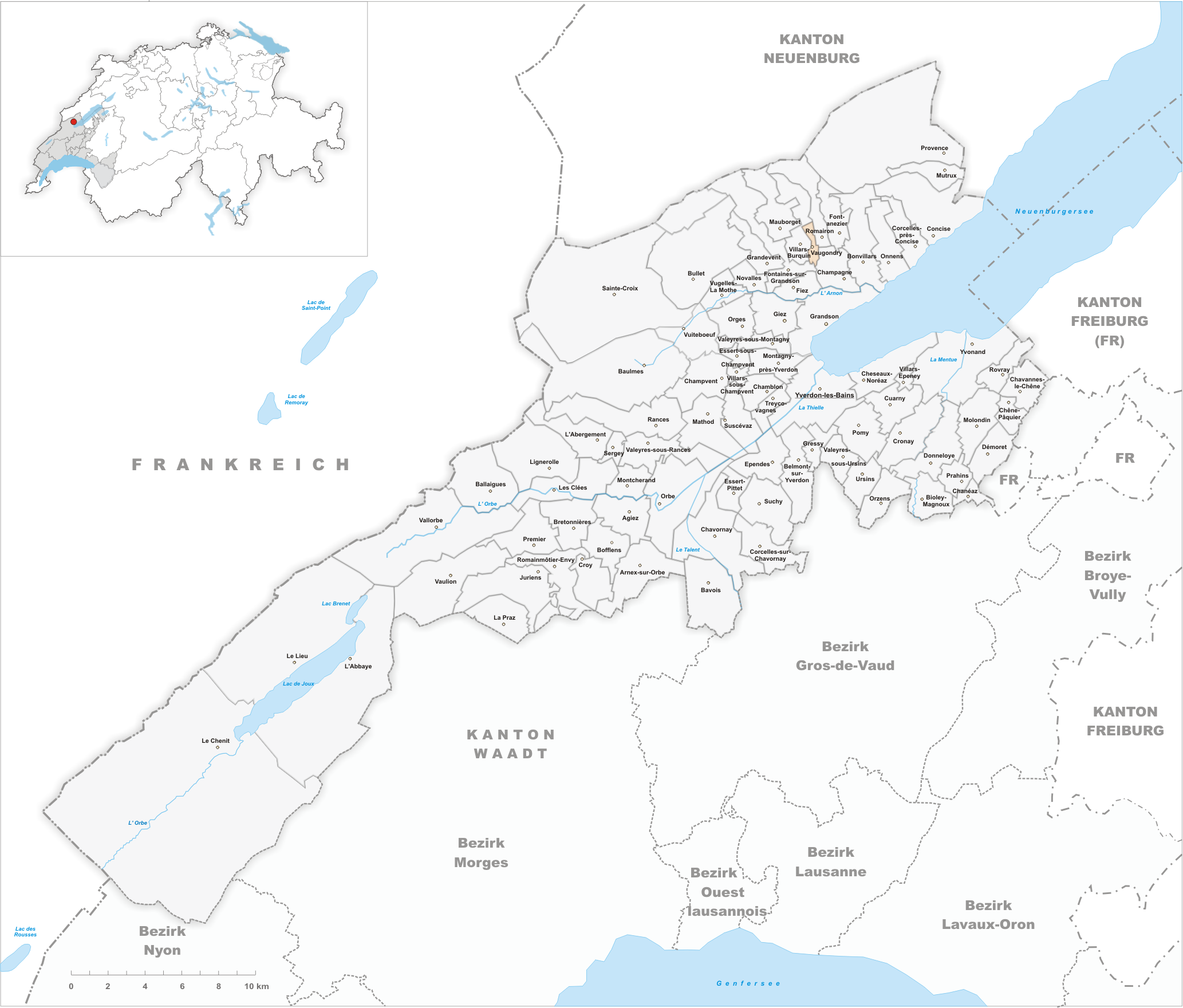
Gemeindestand vor der Fusion am 30. Juni 2011

Vaugondry war eine politische Gemeinde im Distrikt Jura-Nord vaudois des Kantons Waadt in der Schweiz. Am 1. Juli 2011 schloss sich die Gemeinde Vaugondry mit Romairon, Fontanezier und Villars-Burquin zur neuen Gemeinde Tévenon zusammen.

## Geographie
Vaugondry liegt auf 731 m ü. M., sieben Kilometer nördlich der Bezirkshauptstadt Yverdon-les-Bains (Luftlinie). Das Bauerndorf erstreckt sich am Jurasüdhang, in aussichtsreicher Lage rund 300 m über dem Seespiegel des Neuenburgersees.
Die Fläche des nur gerade 0,8 km² grossen ehemaligen Gemeindegebiets umfasst einen schmalen Abschnitt am Südhang der Chasseron-Kette. Das Gebiet reicht vom Grand Bois nordwärts bis oberhalb des Steilhangs La Côte, wo mit 1160 m ü. M. der höchste Punkt von Vaugondry erreicht wird. Von der Gemeindefläche entfielen 1997 2 % auf Siedlungen, 45 % auf Wald und Gehölze und 53 % auf Landwirtschaft.
Nachbargemeinden von Vaugondry waren vor der Fusion Fontaines-sur-Grandson, Villars-Burquin, Romairon und Champagne.

## Bevölkerung
Mit 35 Einwohnern (Stand 31. Dezember 2010) zählte Vaugondry zu den kleinsten Gemeinden des Kantons Waadt und der Schweiz. Von den Bewohnern sind 84,2 % französischsprachig, 7,9 % portugiesischsprachig und 5,3 % deutschsprachig (Stand 2000). Die Bevölkerungszahl von Vaugondry belief sich 1900 auf 60 Einwohner, nahm danach aber durch starke Abwanderung bis 1980 auf 25 Einwohner ab. Seither ist wieder eine leicht steigende Tendenz zu beobachten.

## Wirtschaft
In Vaugondry ist die Erwerbsstruktur heute noch durch die Landwirtschaft geprägt, wobei in Dorfnähe Ackerbau, sonst die Viehzucht überwiegt. Ausserhalb des primären Sektors gibt es nur wenige Arbeitsplätze im Dorf. Vaugondry arbeitet bezüglich der Infrastruktur eng mit dem benachbarten Villars-Burquin zusammen.

## Verkehr
Vaugondry liegt weit abseits der grösseren Durchgangsstrassen. Der Ort kann durch eine Kantonsstrasse von Champagne erreicht werden und besitzt weitere Verbindungen mit Villars-Burquin und Romairon. Der nächste Anschluss an die Autobahn A5 (Yverdon-Neuenburg) befindet sich rund 5 km vom Ortskern entfernt. Vaugondry ist nicht an das Netz des öffentlichen Verkehrs angebunden. Die nächste Bushaltestelle an der Linie Yverdon – Mauborget befindet sich in Villars-Burquin.

## Geschichte
Der Ortsname leitet sich vermutlich von Vallis Gunderici (Tal des Gundric) ab. Vaugondry gehörte im Mittelalter zur Herrschaft Grandson. Nach 1476 wurde Grandson eine Vogtei unter der gemeinen Herrschaft von Bern und Freiburg. Nach dem Zusammenbruch des Ancien Régime gehörte Vaugondry von 1798 bis 1803 während der Helvetik zum Kanton Léman, der anschliessend mit der Inkraftsetzung der Mediationsverfassung im Kanton Waadt aufging.

## Sehenswürdigkeiten
In Vaugondry sind einige charakteristische Bauernhäuser aus dem 18. und 19. Jahrhundert erhalten, die über dem Unterbau aus Stein eine Holzgalerie aufweisen. Der Ort besitzt keine eigene Kirche, er gehört zur Pfarrei Villars-Burquin.